# Ocrepeira serrallesi
Ocrepeira serrallesi är en spindelart som först beskrevs av Bryant 1947.  Ocrepeira serrallesi ingår i släktet Ocrepeira och familjen hjulspindlar. Inga underarter finns listade i Catalogue of Life.